# Camil Plàcid Crous i Salichs
Camil Plàcid Crous i Salichs, O.F.M.Cap. (Calella, 16 de gener de 1896 – Barcelona, 20 de gener de 1985) va ser un frare i bisbe català.
Als setze anys ingressà a l'Orde de Framenors Caputxins, en el convent de Sarrià (Barcelona) de la qual feu estudis de teologia i pronuncià els seus vots perpetus el 1917. El 20 de desembre de 1919 fou ordenat sacerdot a la catedral de Barcelona de mans del bisbe Enric Reig i Casanova.
Des de 1905 i per acord entre la Santa Seu i el govern colombià, l'ampli territori del sud-est del país, habitat per indígenes de les ètnies andakí i camsá i cobejat per la seva riquesa en cautxú, estava confiat a l'Orde Caputxí de la província de Catalunya. En un dels viatges a Barcelona dels frares pioners fra Fidel de Montclar (Josep Pujol i Coll) i fra Estanislau de Les Corts (Pere Sitjà i Basté) per a la captació de nous missioners aconseguiren de convèncer Crous, el qual viatjà per primera vegada a Amèrica l'any 1922. Després d'una breu estada a Panamà passà a Colòmbia.
Allí desenvolupà la seva missió per tot el territori anomenat Comisaría Especial de Amazonas e Intendencias de Caquetá i Putumayo, en el qual els caputxins regentaven deu parròquies i nombroses escoles i hospitals, alhora que promocionaven importants obres públiques, sovint enfrontant-se a les apetències del Perú sobre la zona i als interessos dels explotadors de les seves riqueses forestals.
El 6 de juliol de 1947, a la catedral de Bogotà, Camil Plàcid Crous fou consagrat bisbe titular de Cratia de mans del nunci mons. Giuseppe Beltrami i nomenat vicari apostòlic de Caquetá. Quatre anys després, i ran de la redistribució eclesiàstica de la zona, passà a regentar el vicariat apostòlic de Sibundoy. En aquesta localitat erigí el seminari menor i fundà les primeres escoles de secundària;.
Assistí a les quatre sessions del Concili Vaticà II.
A causa d'un important malaltia vascular, hagué de dimitir del vicariat apostòlic el 16 de gener de 1971 i tornà a Catalunya, passant a residir al convent dels Caputxins de Sarrià, on romangués fins a la seva mort.